# Pozo Hondo (kommunhuvudort i Argentina)
Pozo Hondo är en kommunhuvudort i Argentina.   Den ligger i provinsen Santiago del Estero, i den norra delen av landet, 1 000 km nordväst om huvudstaden Buenos Aires. Pozo Hondo ligger 266 meter över havet och antalet invånare är 12 000.
Terrängen runt Pozo Hondo är platt, och sluttar västerut. Pozo Hondo är det största samhället i trakten.
Trakten runt Pozo Hondo består i huvudsak av gräsmarker. Runt Pozo Hondo är det ganska glesbefolkat, med 39 invånare per kvadratkilometer.